# Scipione Gonzaga

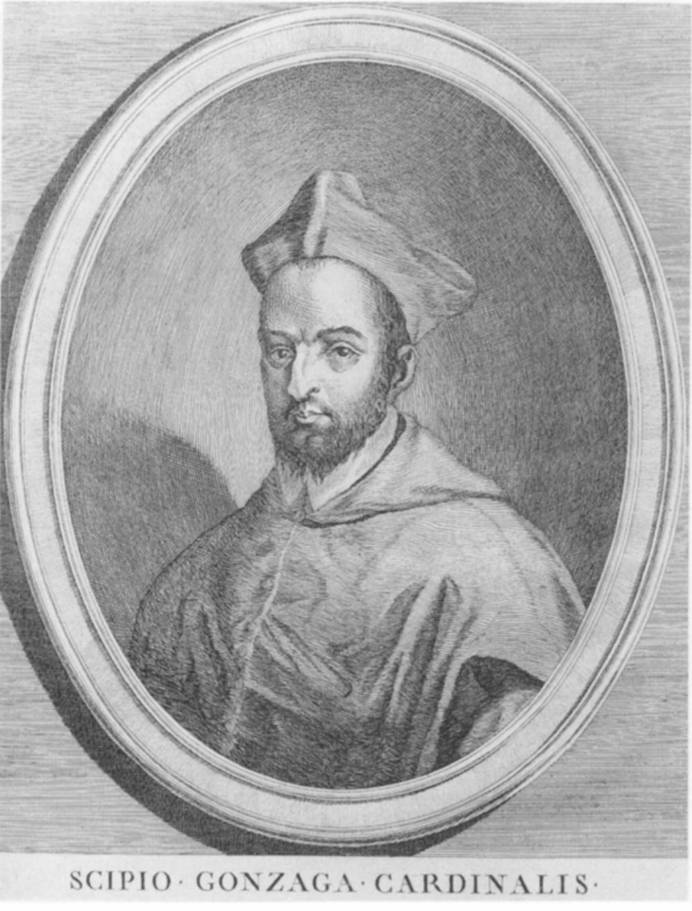
Patriarch en kardinaal Scipione Gonzaga

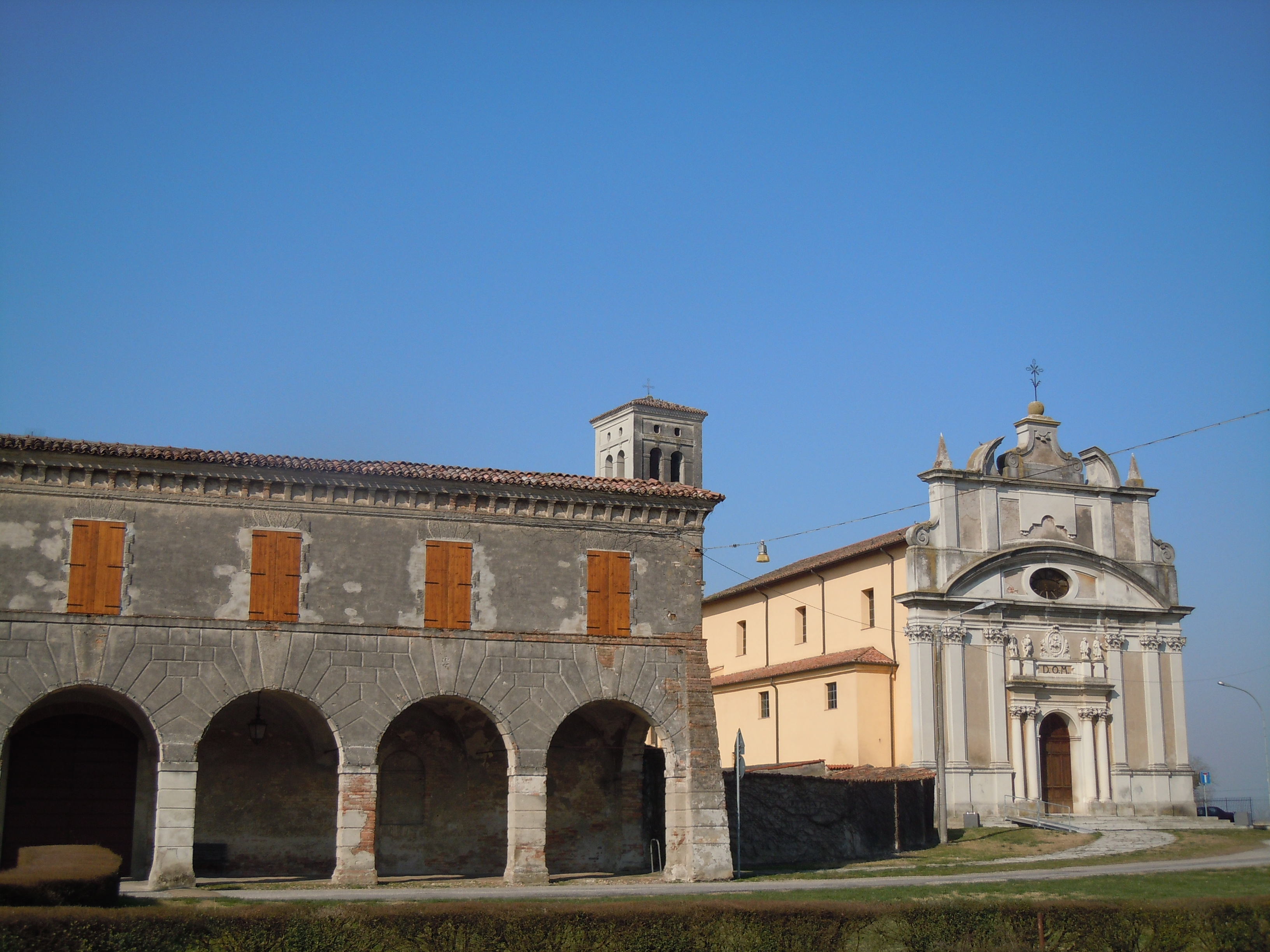
Rechts: kerk Chiesa Castello in San Martino dall'Argine gebouwd door hem

Scipione Gonzaga (Mantua, 11 november 1542 – San Martino dall'Argine, 11 januari 1593) was titulair Latijns patriarch van Jeruzalem en kardinaal. Van hem zijn gedichten bewaard.

## Levensloop
Scipione Gonzaga was een telg van het Huis Gonzaga, dat heerste over het hertogdom Mantua. De familie had ook meerdere bisschoppen en abten; de bekendste was kardinaal Ercole Gonzaga (1505-1563), oom van Scipione Gonzaga. De ouders van Scipione Gonzaga waren Carlo Gonzaga (1523-1555), condottiero en Emilia Cauzzi Gonzaga; beiden waren bloedverwant.
In 1565 bevond Gonzaga zich, 23 jaar oud, aan het hof van keizer Maximiliaan II, keizer van het Heilige Roomse Rijk; Gonzaga lag in ruzie met een familielid van hem, Vespasiano I Gonzaga over wie zich eigenaar mocht noemen van het kasteel van Commessaggio.
Enkele jaren bestudeerde Gonzaga Grieks en Latijn in Mantua. Dit werd gevolgd door een doctoraat in de filosofie en in de theologie aan de universiteit van Padua. Gonzaga kreeg vervolgens de lagere wijdingen. Hij correspondeerde in het Latijn met geleerden in andere Italiaanse vorstendommen. Zo stichtte hij een kring van geleerden in Mantua waar gediscuteerd werd over literaire onderwerpen. Hij schreef gedichten in het Italiaans en een essay in het Latijn getiteld Commentariorum Rerum Suarum Libri Tres.
Nadien werd hij priester, aan de leeftijd van 37 jaar (1579). De priesteropleiding had plaats gevonden onder stimulans van en in het paleis van zijn oom Ercole Gonzaga. Gonzaga trok naar Rome waar hij in de gunst kwam van paus Pius V en, aanvankelijk ook van paus Gregorius XIII. Toen kardinaal Louis Madrucci op zending trok naar Duitse steden, was Gonzaga een van de leden in het gevolg van Madrucci. Terug in Rome maakte Gonzaga ruzie met zijn neef, Guglielmo I Gonzaga, die zowel hertog van Mantua was als hertog van Monferrato. De ruzie ging over het bezit van kastelen in het hertogdom Mantua. De hertog bekloeg zich bij paus Gregorius XIII over deze zaak. Gregorius XIII liet Gonzaga opsluiten in een gevangenis van de Pauselijke Staat.
Gregorius’ opvolger, paus Sixtus V, liet Gonzaga onmiddellijk vrij (1585). Sixtus V beloonde hem met titels: Latijns patriarch van Jeruzalem (1585) en kardinaal-priester van de Santa Maria del Popolo in Rome (1587). Deze laatste kardinaalstitel bestond niet. Paus Sixtus V creëerde de kardinaalshoed speciaal voor Gonzaga. Tevens werd Gonzaga gouverneur van het hertogdom Monferrato (1590), in dienst bij hertog Vincenzo I Gonzaga.
Gonzaga leed aan jichtaanvallen. Hij stierf in zijn kasteel van San Martino dall’Argine in het jaar 1593. Hij werd aldaar in de kerk Chiesa dei Santi Fabiano e Sebastiano begraven, bij andere leden van het Huis Gonzaga. Het dorp heeft nog een tweede kerk, de Chiesa Castello die kardinaal Scipione Gonzaga had laten optrekken.
- Bibliothèque nationale de France: cb120819135 (data)
- Gemeinsame Normdatei: 12056470X
- International Standard Name Identifier: 0000 0000 8145 7061
- Library of Congress Control Number: n87152493
- Nederlandse Thesaurus van Auteursnamen: 083824359
- LIBRIS: 365145
- SNAC: w6fj5dkv
- Système universitaire de documentation: 029128889
- Virtual International Authority File: 66492175
- WorldCat: E39PBJppv7YFrXpwfVvY98mjmd